# قلعه جیق قره تپه داز
قلعه جیق قره تپه داز مربوط به دوران‌های تاریخی پس از اسلام است و در شهرستان آق قلا، بخش مرکزی، روستای قره تپه واقع شده و این اثر در تاریخ ۷ مرداد ۱۳۸۲ با شمارهٔ ثبت ۹۳۳۱ به‌عنوان یکی از آثار ملی ایران به ثبت رسید‌ه‌است.